# Batalla de Kolwezi
La Batalla de Kolwezi fue una operación aérea del ejército francés que tuvo lugar en mayo de 1978 en Zaire durante la segunda invasión de Shaba por el Frente para la Liberación Nacional del Congo (FLNC). Su objetivo era rescatar a los rehenes europeos y zaireños en manos de los rebeldes de Katanga después de que conquistaron la ciudad de Kolwezi. La operación tuvo éxito con la liberación de los rehenes y las pocas de bajas militares europeas.
La ciudad de Kolwezi, de unos 143.000 habitantes, se hallaba en el sudeste de Zaire, en la rica región de Shaba, contaba con un aeropuerto y era el punto de conexión de varias de las autopistas más importantes de aquella región. El 11 de mayo los rebeldes del FLNC de Nathaniel Mbumba, el día 15 los rebeldes tomaron la ciudad y secuestraron a los europeos y funcionarios del gobierno zaireño. 
La respuesta ante esto de los gobiernos francés y belga no se hicieron esperar, una fuerza de comandos paracaidistas apoyados por tropas de élite de las FAZ empezó a preparar la operación de rescate, el día 18 los comandos europeos ingresaron a Zaire y empezaron a tomar posiciones, los días 19 a 21 se dieron feroces combates por la ciudad, siendo los rebeldes expulsados de ella y los rehenes empezaron a ser evacuados. 
Tras la derrota en esta ciudad la ofensiva del FLNC empezó a fracasar a lo que se le terminó por unir un acuerdo de paz entre Angola y Zaire por el cual, el gobierno angoleño se comprometió a no darles más apoyo lo que llevaría a su derrota y retirada a Zambia.